# Museo del Mamut
El Museo del Mamut (en catalán: Museu del Mamut) fue un museo paleontológico que se encontraba en Barcelona y que contenía una exposición dedicada a los animales de la Edad de Hielo. El museo contaba con una colección de esqueletos de mamuts recogidos en expediciones en América y Canadá, así como una reproducción a escala real de estos animales prehistóricos. El museo cerró en octubre del año 2016.

## Historia
El museo fue abierto en 2010, se encontraba en una zona de interés arqueológico y estaba incluido en el Plan especial de protección arquitectónica histórica de la ciudad de Barcelona. En el edificio donde se ubicaba el museo destaca la galería gótica edificada durante la segunda mitad del siglo XII con piedra de Montjuïc, ya que es el único edificio gótico no religioso de Barcelona que tiene arcos góticos en la planta baja. El edificio tiene el nombre de Casa de la Custòdia ya que sirvió de custodia al papa durante la procesión de 1762 a causa de la lluvia torrencial, hecho que se recuerda en el vestíbulo del edificio con una placa.
El 8 de febrero de 2012 fue detenido el ex-director del centro acusado de robar diversas piezas valiosas del museo, como veinte colmillos de marfil, diamantes y oro, ocurrido tres días antes. Según los Mozos de Escuadra, el antiguo responsable del centro conservaba aún las llaves de acceso.
El 25 de octubre de 2016 el museo cerró sus puertas debido a la falta de fondos. Tres años después, en 2019, los propietarios del palacio anunciaron que el recinto sería reconvertido en un lujoso spa.